# Lucius Cassius Hemina
Lucius Cassius Hemina war ein römischer Geschichtsschreiber der ersten Hälfte des 2. Jahrhunderts v. Chr.

## Leben und Werk
Hemina gehörte zu den ältesten römischen Annalisten. Über sein Leben und seine Persönlichkeit ist nichts bekannt. Dass sein Pränomen Lucius lautete, ist durch ein Zeugnis des Grammatikers Priscian gesichert. Er lebte noch zur Zeit der vierten Säkularfeiern von 146 v. Chr. Da Plinius der Ältere Hemina zweimal in für ihn singulärer Weise als sehr alten Gewährsmann bezeichnet, dürfte Hemina ein älterer Zeitgenosse des Annalisten Lucius Calpurnius Piso Frugi gewesen sein. Er stand aber in seiner Schriftstellerei bereits unter dem Einfluss Catos. Wie andere römische Historiker des 2. Jahrhunderts v. Chr. war er wahrscheinlich Senator.
Der Titel von Heminas größtenteils verlorenem Geschichtswerk wird wie bei vielen anderen Annalisten in den erhaltenen 43 Fragmenten teils als Annales, teils als Historiae angegeben. Es war auf Latein geschrieben und wurde um die Mitte des 2. Jahrhunderts v. Chr. veröffentlicht. Hemina fasste es etwa zur gleichen Zeit ab wie Cato seine Origines. Bestimmte Abhängigkeiten zwischen diesen beiden ältesten lateinischen Prosa-Annalen sind kaum nachweisbar. Heminas Werk war jedenfalls ebenso wie jenes Catos relativ knapp gehalten; sein Umfang betrug mindestens vier, eher aber fünf Bücher. Es behandelte die römische Geschichte von der sagenhaften Frühzeit bis mindestens 146 v. Chr. Dabei war der legendenumwobenen Urgeschichte und der früheren Vergangenheit wesentlich breiterer Raum eingeräumt als der Zeit der älteren Römischen Republik. Das erste Buch enthielt die Frühzeit Latiums, aber wohl nicht ganz Italiens, wobei ein besonderes Augenmerk in Form eines materialreichen Exkureses auf die Irrfahrten des Aeneas gelegt war. Ähnlich wie in Catos Origines war auch die Gründungsgeschichte mancher italischer Städte wie jener von Aricia und Crustumerium dargestellt. Erst im zweiten Buch behandelte Hemina die Gründung Roms durch Romulus – die er auf 754/753 v. Chr. datierte –, sodann die gesamte römische Königszeit und ältere Republik bis mindestens zur Schlacht an der Allia (um 390 v. Chr.), vermutlich aber sogar bis zum um 280 v. Chr. geführten Krieg Roms gegen den Diadochen Pyrrhos. Das dritte Buch referierte u. a. über den ersten punischen Krieg. Einzig die Entstehung des vierten Buchs lässt auf eine Zeit vor dem dritten punischen Krieg (149–146 v. Chr.) datieren, denn nach Fragment 31 trug das vierte Buch den Sondertitel Bellum Punicum posterior, der also nur zwischen einem früheren und späteren punischen Krieg unterscheidet. Dennoch berichtete dieses Buch nicht nur über den Krieg der Römer gegen Hannibal, sondern reichte bis mindestens 181 v. Chr., in welchem Jahr laut einem erhaltenen Fragment Bücher im vermeintlichen Sarg des sagenhaften Königs Numa entdeckt worden seien. Die Säkularspiele von 146 v. Chr. dürfte Hemina erst in einem fünften Buch seiner Annalen erwähnt haben.
Hemina, der im Gegensatz zu Cato die Namen der von ihm dargestellten historischen Akteure anführte, arbeitete neben der knapp ausgeführten politisch-militärischen Geschichtsberichterstattung zahlreiche antiquarische Nachrichten in sein Werk ein. Er sprach darin u. a. religionshistorische und auch medizinische, kulturgeschichtliche (z. B. Sau-Prodigium) sowie auf den Kalender bezügliche Themen an. Ferner widmete der griechisch gebildete Autor den Beziehungen zwischen den Römern und Hellenen große Aufmerksamkeit, wie etwa ein erhaltenes Fragment zeigt, in dem er über das Aufkommen der griechischen Medizin in Rom berichtet. Bereits für die ältesten Zeiten bot er chronologische Synchronismen. So beschäftigte er sich mit den Lebenszeiten von Homer und Hesiod (Fragment 8), die er 160 Jahre nach dem Trojanischen Krieg ansetzte. Mythische Gestalten der römischen Urgeschichte versuchte er aufgrund seiner rationalistischen Einstellung pseudohistorisch zu erklären; dabei deutete er beispielsweise Janus, Saturn und Faunus im euhemeristischen Sinn als mythisch zu Gottheiten erhöhte Monarchen. Dem Aeneas schrieb er Kultübertragungen wie die Penaten aus Samothrake zu. Anhand seiner Darstellung der Gründungsgeschichte der latinischen Städte Aricia und Crustumerium ist seine Vorliebe für die Verwendung gewagter Namensetymologien zu erkennen, aus denen er historische Schlüsse zog.

## Rezeption
Offenbar übte Cassius Hemina, der das  historische Präsens als Stilmittel in der Erzählung effektvoll einsetzte, auf spätere Historiker nur geringen Einfluss aus. Zumindest erwähnen ihn die beide teilweise erhaltenen römischen Geschichtsschreiber Titus Livius und Dionysios von Halikarnassos nicht und dürften ihn auch nicht als Quelle verwendet haben. Nur bei Appian wird er einmal genannt. Wahrscheinlich beutete erst Varro Heminas Werk stärker aus. Plinius der Ältere ist der früheste erhaltene Autor, der – insgesamt vier – Zitate aus Hemina bringt. Außerdem führt ihn Plinius als Quellenautor für drei Bücher seiner Naturgeschichte an, die über Bäume und Medizin handeln. Wohl durch Vermittlung Varros überliefern sodann Grammatiker wie Nonius, Diomedes und Priscian, die aus sprachlichen Gründen an Hemina interessiert waren, rund 20 kurze Fragmente aus dessen Annalen. Auch kaiserzeitliche Antiquare, die Heminas Werk als Fundgrube kulturhistorischer Informationen auswerteten, sowie antike Vergil-Exegeten liefern daraus einige Zitate.